# Bonding (serie)
Bonding (estilizado como BONDiNG) es una serie de televisión web de comedia dramática estadounidense, creada por Rightor Doyle. La serie está basada en el relato personal y anécdotas que habría vivido el creador. La serie es una producción original de Netflix y cuenta como protagonistas a Zoe Levin y Brendan Scannell. Se estrenó el 24 de abril de 2019. El 16 de junio de 2020 se confirmó la producción de una segunda y última temporada, la cual se estrenó el 27 de enero de 2021.

## Sinopsis
Tiffany "Tiff" Chester (Zoe Levin) es una estudiante post-universitaria de Psicología que trabaja como dominatrix. Ella solicita la ayuda de Pete Devin (Brendan Scannell), su mejor amigo gay de la escuela secundaria, para que sea su asistente. Los personajes semi-separados se vuelven a conectar en Manhattan, donde Pete trabaja como camarero mientras aspira a ser comediante, pero el pánico escénico, le irá deteniendo hasta que finalmente dé el paso. Tiff lucha, mientras tanto, intentando equilibrar su vida personal con la escuela y su trabajo, sumergiendo a Pete en el mundo del sadomasoquismo y del BDSM.

## Elenco

### Principales
- Zoe Levin como Tiffany "Tiff" Chester, estudiante post-universitaria de psicología que trabaja cómo dominatrix para poder pagar sus estudios. Utilizará el seudónimo de "Mistress May"" para su trabajo.
- Brendan Scannell como Peter "Pete" Devin, mejor amigo gay desde el instituto de Tiff. Comediante e intento de ser una dominatrix, utilizará como nombre artístico "Carter" o "Master Carter".

### Recurrentes
- Micah Stock como Doug, novio de Tiff
- Kevin Kane como Professor Charles, profesor de Tiff
- Stephanie Styles como Kate
- D'Arcy Carden como Daphne
- Theo Stockman como Josh
- Alex Hurt como Frank, compañerod de piso de Pete
- Gabrielle Ryan como Portia, novia de Frank
- Eric Berryman como Andy, marido de Daphne
- Charles Gould como Fred, cliente de Tiff
- Matthew Wilkas como Rolph, mayordomo y cliente de Tiff
- Jade Elysan como Cat Dom
- Alysha Umphress como Murphy, amiga de Pete.
- Amy Bettina como Chelsea.

## Episodios
| Temporada | Temporada | Episodios | Episodios | Lanzamiento original | Lanzamiento original |
| --------- | --------- | --------- | --------- | -------------------- | -------------------- |
|           | 1         | 7         | 7         | 24 de abril de 2019  | 24 de abril de 2019  |
|           | 2         | 8         | 8         | 27 de enero de 2021  | 27 de enero de 2021  |

### Temporada 1 (2019)
| N.º en serie | N.º en temp. | Título                                                            | Dirigido por  | Escrito por   | Fecha de lanzamiento original |
| --- | ------------ | ----------------------------------------------------------------- | ------------- | ------------- | ----------------------------- |
| 1 | 1            | «Old Friends, New Names» «Viejos Amigos, Nuevos Nombres»          | Rightor Doyle | Rightor Doyle | 24 de abril de 2019           |
| Pete, que necesita dinero para pagar el alquiler, decide a regañadientes convertirse en asistente de una dominatrix, su mejor amiga de la escuela secundaria Tiffany Chester, que se hace llamar Mistress May. Elige el alias Carter como su nuevo asistente. |              |                                                                   |               |               |                               |
| 2 | 2            | «Pete Shy» «Pete es tímido»                                       | Rightor Doyle | Rightor Doyle | 24 de abril de 2019           |
| Pete lucha por encontrar la confianza necesaria para actuar en el escenario como comediante. En el trabajo como mesero, un cliente llamado Josh deja su número para Pete en un recibo. Mientras tanto, Tiff se encuentra con un cliente potencialmente nuevo, Daphne, que está buscando contratar a Tiff para su esposo. |              |                                                                   |               |               |                               |
| 3 | 3            | «The Past Is Not Always Behind» «El pasado no siempre desaparece» | Rightor Doyle | Rightor Doyle | 24 de abril de 2019           |
| Pete decide contarle a Frank, su compañero de habitación, sobre su nuevo trabajo como asistente de dominatrix, lo que lleva a Frank a pedirle un favor extraño. Tiff comienza a ver a uno de sus compañeros de clase, Doug, bajo una nueva luz durante una presentación en clase. Pete y Tiff se encuentran con Chelsea, una excompañera de escuela secundaria desagradable, en un bar. Más tarde se revela que Pete perdió su virginidad con Tiff en la escuela secundaria. |              |                                                                   |               |               |                               |
| 4 | 4            | «Let's Get Physical» «Contacto físico»                            | Rightor Doyle | Rightor Doyle | 24 de abril de 2019           |
| Tiff representa el placer sexual de hacerle cosquillas al esposo de Daphne, Andy, mientras que Pete permite que Daphne lo golpee para dejar escapar su frustración. Pete tiene una cita con Josh, que empieza mal pero mejora después de que los dos toman café. Tiff golpea a su sórdido profesor de psicología después de presenciarlo siendo inapropiado con Kate, una compañera de clase.                                                                                |              |                                                                   |               |               |                               |
| 5 | 5            | «Double Date» «Cita doble»                                        | Rightor Doyle | Rightor Doyle | 24 de abril de 2019           |
| Tiff representa el placer sexual de hacerle cosquillas al esposo de Daphne, Andy, mientras que Pete permite que Daphne lo golpee para dejar escapar su frustración. Pete tiene una cita con Josh, que empieza mal pero mejora después de que los dos toman café. Tiff golpea a su sórdido profesor de psicología después de presenciarlo siendo inapropiado con Kate, una compañera de clase.                                                                                |              |                                                                   |               |               |                               |
| 6 | 6            | «Penguins» «Pingüinos»                                            | Rightor Doyle | Rightor Doyle | 24 de abril de 2019           |
| Pete se queda entreteniendo a un cliente mientras usa un disfraz de pingüino después de que "Mistress May" no se presenta al trabajo. Tiff le revela a Doug que ella es una dominatrix. Pete finalmente sube al escenario, como su personaje de "Master Carter". Mientras tanto, Tiff hace su presentación de tesis, frente a la clase, vestida como su personaje de dominatrix.                                                                                             |              |                                                                   |               |               |                               |
| 7 | 7            | «Into the Woods» «En el bosque»                                   | Rightor Doyle | Rightor Doyle | 24 de abril de 2019           |
| Tiff visita a Daphne y Andy, de nuevo, sin Pete. Tiff y Pete finalmente se disculpan el uno al otro. Un flashback muestra a Pete y Tiff en su noche de graduación. Tiff y Pete visitan la casa de un nuevo cliente, Trevor, que ataca a Tiff después de encerrar a Pete en el baño. Tiff apuñala a Trevor en la pierna después de que Pete sale del baño. Los dos huyen juntos, luego de que se escuchen las sirenas de la policía.                                          |              |                                                                   |               |               |                               |

### Temporada 2 (2021)
| N.º en serie | N.º en temp. | Título                                    | Dirigido por  | Escrito por                 | Fecha de lanzamiento original |
| ------------ | ------------ | ----------------------------------------- | ------------- | --------------------------- | ----------------------------- |
| 8            | 1            | «The Kinks» «Extravagancias»              | Rightor Doyle | Rightor Doyle               | 27 de enero de 2021           |
| 9            | 2            | «Dog Days» «Días de perros»               | Rightor Doyle | Rightor Doyle & Olivia Troy | 27 de enero de 2021           |
| 10           | 3            | «Personal»                                | Rightor Doyle | Rightor Doyle & Nana Mensah | 27 de enero de 2021           |
| 11           | 4            | «Threesomes» «Tríos»                      | Rightor Doyle | Rightor Doyle               | 27 de enero de 2021           |
| 12           | 5            | «Nanci»                                   | Rightor Doyle | Rightor Doyle & Nana Mensah | 27 de enero de 2021           |
| 13           | 6            | «The Lost Egg» «El huevo extravíado»      | Rightor Doyle | Rightor Doyle & Olivia Troy | 27 de enero de 2021           |
| 14           | 7            | «Stand Me Up, Stand Me Down» «¡Desátame!» | Rightor Doyle | Rightor Doyle               | 27 de enero de 2021           |
| 15           | 8            | «Permission» «Permiso»                    | Rightor Doyle | Rightor Doyle               | 27 de enero de 2021           |

## Producción
El 14 de diciembre de 2018, Netflix anunció que había elegido la serie para una primera temporada de siete episodios. La serie es creada por Rightor Doyle, quien está acreditado como productor ejecutivo, junto a Dara Gordon, Jacob Perlin, Nina Soriano, Tom Schembri y David Sigurani. Las compañías de producción involucradas en la serie incluyen Blackpills y Anonymous Content.
El 16 de enero de 2020, Netflix renovó la serie para una segunda temporada que consta de ocho episodios. Tras dos temporadas, Netflix anunció la cancelación de la serie en julio de 2021.

## Lanzamiento
El día 22 de abril de 2019, Netflix lanzó el tráiler oficial de la serie.